# Molleriella mirabilis
Molleriella mirabilis är en svampart som beskrevs av Georg Winter 1886. Molleriella mirabilis ingår i släktet Molleriella och familjen Elsinoaceae.   Inga underarter finns listade i Catalogue of Life.